# اشتراكية تطورية

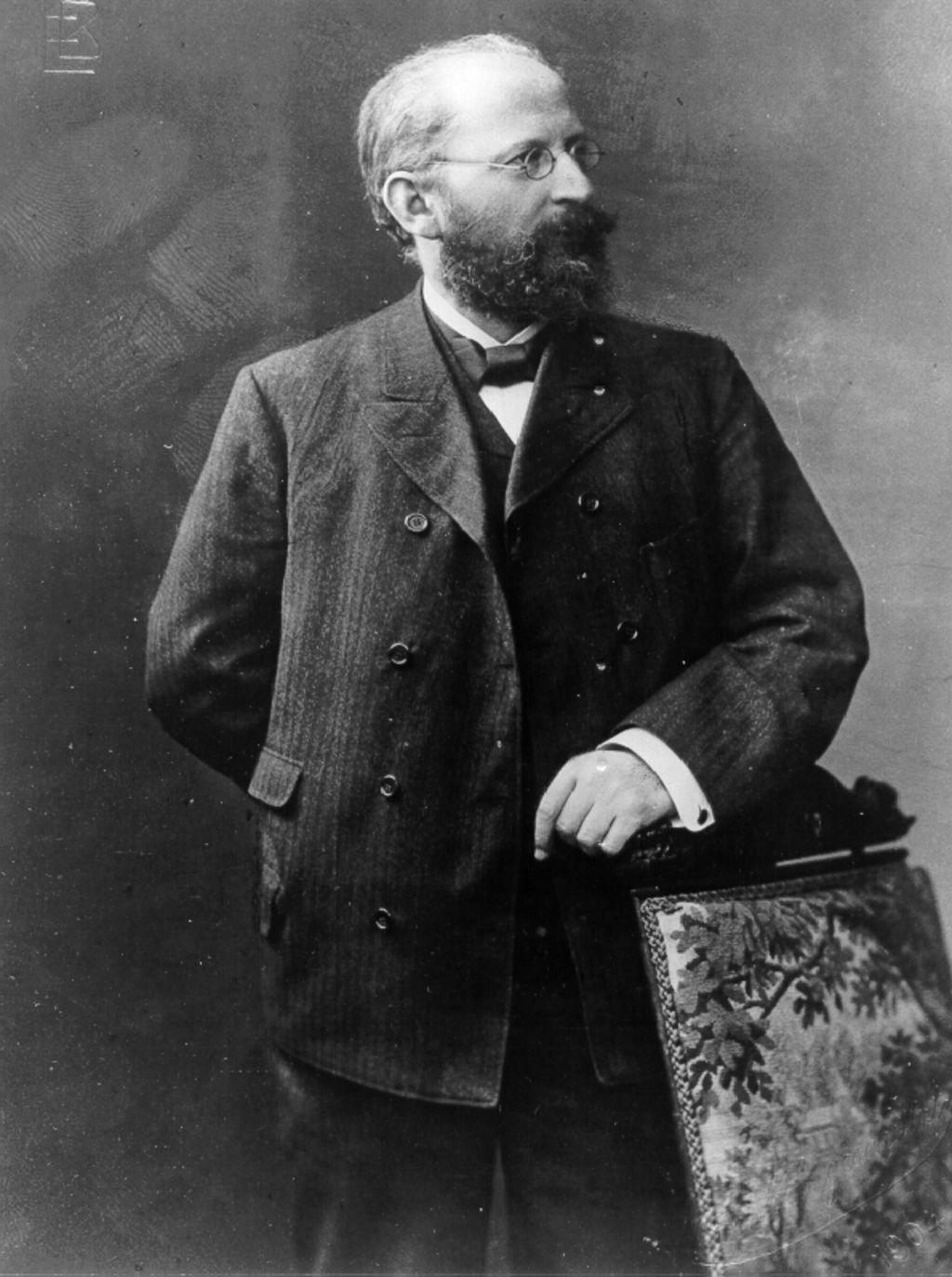
إدوارد بيرنشتاين، من أوائل المنظرين

في الحركة الماركسية، تُستخدم عبارة التحريف للإشارة إلى مختلف الأفكار والمبادئ والنظريات التي تهدف إلى القيام بمراجعة وتغيير بعض المبادئ الماركسية الأساسية التي تنطوي عادةً على إقامة تحالف مع الطبقة البرجوازية.
غالبًا من يستخدمون هذا المصطلح هم الماركسيون الذين يعتقدون أن مثل هذه المراجعات لا مبرر لها وتمثل «تهدئة» أو تخلياً عن الماركسية - أحد الأمثلة الشائعة على هذه الحركة هو نفي الصراع الطبقي. على هذا النحو، غالبًا ما تنطوي التعديلية على دلالات ازدراءية وقد تم استخدام هذا المصطلح من قبل العديد من الفصائل المختلفة.
يتم تطبيقه عادةً على الآخرين ونادراً ما يكون بمثابة وصف ذاتي. بالمقابل، فإن الأشخاص الذين ينظرون إلى أنفسهم على أنهم يقاتلون ضد التحريفية أو التعديلية غالبًا ما يعرّفون أنفسهم على أنهم معادون للتحريفية.

## التاريخ
تم استخدام مصطلح «التحريفية» في عديد من السياقات للإشارة إلى مراجعات مختلفة (أو مراجعات مزعومة) للنظرية الماركسية. أولئك الذين عارضوا ثورة كارل ماركس من خلال عدسة الانتفاضة العنيفة وسعوا إلى وسائل انتخابية أكثر سلمية وانتخابية للثورة الاشتراكية يعرفون باسم المراجعين. إدوارد برنشتاين، أحد معارف ماركس وإنجلز المقربين، كان أحد أوائل المراجعين الرئيسيين، وكان بارزًا في الحزب الديمقراطي الاجتماعي الألماني (SPD).